# 大斑犁齒䲁
大斑犁齒䲁（學名：Entomacrodus macrospilus），又稱大斑間頸鬚䲁，為輻鰭魚綱鳚形目䲁科犁齒䲁屬的一種，分布於中太平洋東部馬克薩斯群島海域，深度0至8公尺，本魚體延長形，稍側扁，似圓柱狀，頭鈍短，頭頂無冠膜，頸部無葉片狀皮瓣，僅有一低皮褶，鼻鬚掌狀分支，眼上有觸鬚，上唇邊緣內側光滑，背鰭與尾柄相連，身體顏色為淺棕色，兩側有許多細小的白色斑點和7條深紅褐色條紋，雄魚眼後有黑斑，雌魚呈不均勻的深褐色斑塊，背鰭硬棘13枚、背鰭軟條15-16枚、臀鰭硬棘2枚、臀鰭軟條17-18枚，體長可達4.2公分，棲息在潮間帶湧浪區，當遇到危險時會以一前一後的跳躍方式在潮池間移動，雌魚產附著性卵，雄魚有護卵行為，幼魚為浮游性，生活習性不明。